# Partido por la Riqueza Común

logotipo del Partido de la Riqueza Común

El Common Wealth Party (en idioma español Partido por la Riqueza Común) fue un partido político del Reino Unido creado el 26 de julio de 1941 mayoritariamente por antiguos militantes del Partido Laborista como Richard Acland, Vernon Bartlett y J. B. Priestley.
La formación tenía su origen en el llamado Comité de 1941 y eran contrarios a la paz firmada por las distintas formaciones con ocasión de la Segunda Guerra Mundial. Aplicaron los tres principios básicos que consideraban necesarios para una política socialista: propiedad común de la tierra, democracia vital y moralidad o probidad en la política.
En la primera ocasión que se presentó a unas elecciones generales, obtuvo escaños por Eddisbury, Skipton y Chelmsford, restándoselos al Partido Conservador. No obstante, en las elecciones de 1945 sólo vencieron en Chelmsord. Finalmente el partido fue disuelto y la mayoría de sus miembros se integraron en el Partido Laborista.
- Datos: Q5153505